# Agrostis semiverticillata
Agrostis semiverticillata é uma espécie de gramínea do gênero Agrostis, pertencente à família Poaceae.